# La montaña sin ley
La montaña sin ley es un western español de 1953 dirigido por Miguel Lluch y protagonizado por José Suárez, Isabel de Castro y Teresa Abad.

## Sinopsis
Un joven y valiente cartero de Cádiz (José Suárez) logra desenmascarar tras incontables peripecias a una banda de forajidos comandada por un alto funcionario (Barta Barry).

## Reparto
- José Suárez es Zorro
- Isabel de Castro es María
- Teresa Abad
- Juan Balañá
- Barta Barri
- Jesús Colomer
- Luis Induni
- Paco Martínez Soria
- Pedro Mascaró
- Jorge Morales
- Carlos Otero
- José Manuel Pinillos
- Ramón Quadreny
- María Zaldívar